# Rosa Sala i Rose
Rosa Sala Rose (Barcelona, 24 de març de 1969) és una assagista i traductora literària barcelonina.

## Biografia
Filla de pare català i mare alemanya. Llicenciada en filologia alemanya per la Universitat de Barcelona i doctora en Filologia Romànica per la mateixa universitat amb una tesi titulada "Civilización y barbarie en la tradición del mito de Medea", dirigida per Rafael Argullol.
En 1999 inicia la seva activitat com a traductora literària amb la seva versió comentada de l'autobiografia de Goethe Poesía y veridad, seguida de nombroses edicions de clàssics alemanys, especialment de Goethe i Thomas Mann. En 2003 publica el seu primer llibre, el Diccionario crítico de mitos y símbolos del nazismo, molt elogiat per la crítica i traduït a diversos idiomes. En el 2006 va veure la llum la seva edició castellana de les extenses Conversaciones con Goethe de Johann Peter Eckermann.
A l'abril de 2007 publica un assaig sobre les peculiaritats de la cultura alemanya moderna titulat El misterioso caso alemán. Un intento de comprender Alemania a través de sus letras, pel qual ha obtingut el I Premi Qwerty al millor llibre de no-ficció i l'esment especial d'assaig del Premi Ciutat de Barcelona. En el seu assaig Lili Marleen. Canción de amor y muerte 2008 analitza els orígens de la famosa cançó alemanya, un autèntic fenomen sociològic de la Segona Guerra Mundial que va fascinar tant a nazis com a Aliats. El seu següent llibre, La penúltima frontera. Fugitivos del nazismo en España 2011, part de material inèdit d'arxius per reconstruir la història de vint-i-tres desconeguts que en tractar de fugir del nazisme pels Pirineus van quedar atrapats en presons i camps de concentració espanyols.
La seva última publicació és El marqués y la esvástica. César González-Ruano y los judíos en el París ocupadp, escrit en coautoria amb Plàcid Garcia-Planas Marcet. En aquest llibre situat a mig camí entre l'assaig i la crònica periodística, s'analitza sobre la base de material d'arxiu el tèrbol paper del periodista espanyol César González Ruano durant l'Ocupació, a més d'explorar l'anomenada llegenda negra andorrana.
A més de conferenciant, Sala i Rose també col·labora ocasionalment amb diversos mitjans de comunicació com a comentadora d'aspectes relacionats amb l'univers germànic.

## Obres
Assaig
- Diccionario crítico de mitos y símbolos del nazismo (Barcelona, El Acantilado, 2003). 509 pàgines, ISBN 978-84-96136-31-1.
- El misterioso caso alemán. Un intento de comprender Alemania a través de sus letras (Barcelona, Editorial Alba, 2007). 398 pàgines, ISBN 978-84-8428-340-9
- Lili Marleen. Canción de amor y muerte (Barcelona, Editorial GlobalRhythm, 2008). Libro + CD. 219 páginas, ISBN 978-84-96879-28-7
- La penúltima frontera. Fugitivos del nazismo en España (Barcelona, Papel de Liar / Ediciones Península, 2011). 266 páginas, ISBN 978-84-9942-082-0
- El marqués y la esvástica. César González-Ruano y los judíos en el París ocupado (Barcelona), escrit amb Plàcid Garcia-Planas Marcet. Anagrama, 2014. 266 pàginas, ISBN 978-84-339-2602-9

Edicions crítiques
- Poesía y verdad, de Goethe (Barcelona, Editorial Alba, 1999). 898 pàginas, ISBN 978-84-89846-54-8. De l'alemany.
- Conversaciones con Goethe, de Johann Peter Eckermann (Barcelona, El Acantilado, 2005). 1005 pàginas, ISBN 978-84-96489-29-5. De l'alemany.
- El hombre de cincuenta años y la Elegía de Marienbad. Crónica de un amor de senectud, de Goethe (Barcelona, Editorial Alba, 1984). 221 páginas, ISBN 978-84-8428-127-6. De l'alemany.
- Los panfletos de La Rosa Blanca, de Inge Scholl (ed.) (Barcelona, Galaxia Gutenberg, 2006). 54 páginas, ISBN 978-84-8109-581-4. De l'alemany.
- Mozart de camino a Praga, d'Eduard Mörike (Barcelona, Galaxia Gutenberg, 2006). 139 páginas, ISBN 978-84-8109-618-7. Del alemany.

Traduccions no comentades
- La voluntad de ser feliz y otros relatos, de Thomas Mann (Barcelona, Editorial Alba, 2000). 399 páginas, ISBN 978-84-8428-049-1. De l'alemany.
- Thomas Mann. La vida como obra de arte. Una biografía, de Hermann Kurzke (Barcelona, Galaxia Gutenberg, 2003). 763 páginas, ISBN 978-84-672-1079-8. De l'alemany.
- Hermano Hitler y otros escritos sobre la cuestión judía, de Thomas Mann (Barcelona, Editorial Global Rhythm, 2006). 164 páginas, ISBN 978-84-935412-7-9. De l'alemany.